# Distretto di La Esperanza (Cajamarca)
Il distretto di La Esperanza è uno degli undici distretti  della provincia di Santa Cruz, in Perù. Si trova nella regione di Cajamarca e si estende su una superficie di 59,7 chilometri quadrati.

Istituito il 23 aprile 1923, ha per capitale la città di La Esperanza; al censimento 2005 contava 3.116 abitanti.